# Journalistinnenbund
Der Journalistinnenbund e. V. (JB) ist ein bundesweites, berufsbezogenes und Generationen übergreifendes Netzwerk für Frauen, die hauptberuflich im journalistischen Bereich tätig sind. Sein Sitz befindet sich in Köln.
Der Verein wurde am 31. Oktober 1987 in Frankfurt am Main gegründet. Federführend an der Gründung beteiligt waren an Frauenpolitik interessierte und in den Medienunternehmen bzw. elektronischen Medien engagierten Journalistinnen. Der Verein versteht sich als frauenpolitisches und an Geschlechtergleichstellung interessiertes sowie dem Qualitätsjournalismus verpflichtetes Netzwerk im Bereich der Medien. Frauen aus allen Bereichen der Medien können Mitglied werden.
Der Journalistinnenbund vergibt jährlich drei Medienpreise an Frauen und würdigt deren journalistische Leistungen mit der Hedwig-Dohm-Urkunde für ihr Lebenswerk, mit dem Marlies-Hesse-Nachwuchspreis und dem Courage-Preis für aktuelle Berichterstattung. Seit 2022 wird zudem ein Hedwig-Dohm-Recherchestipendium vergeben.

## Ziele und Aktivitäten

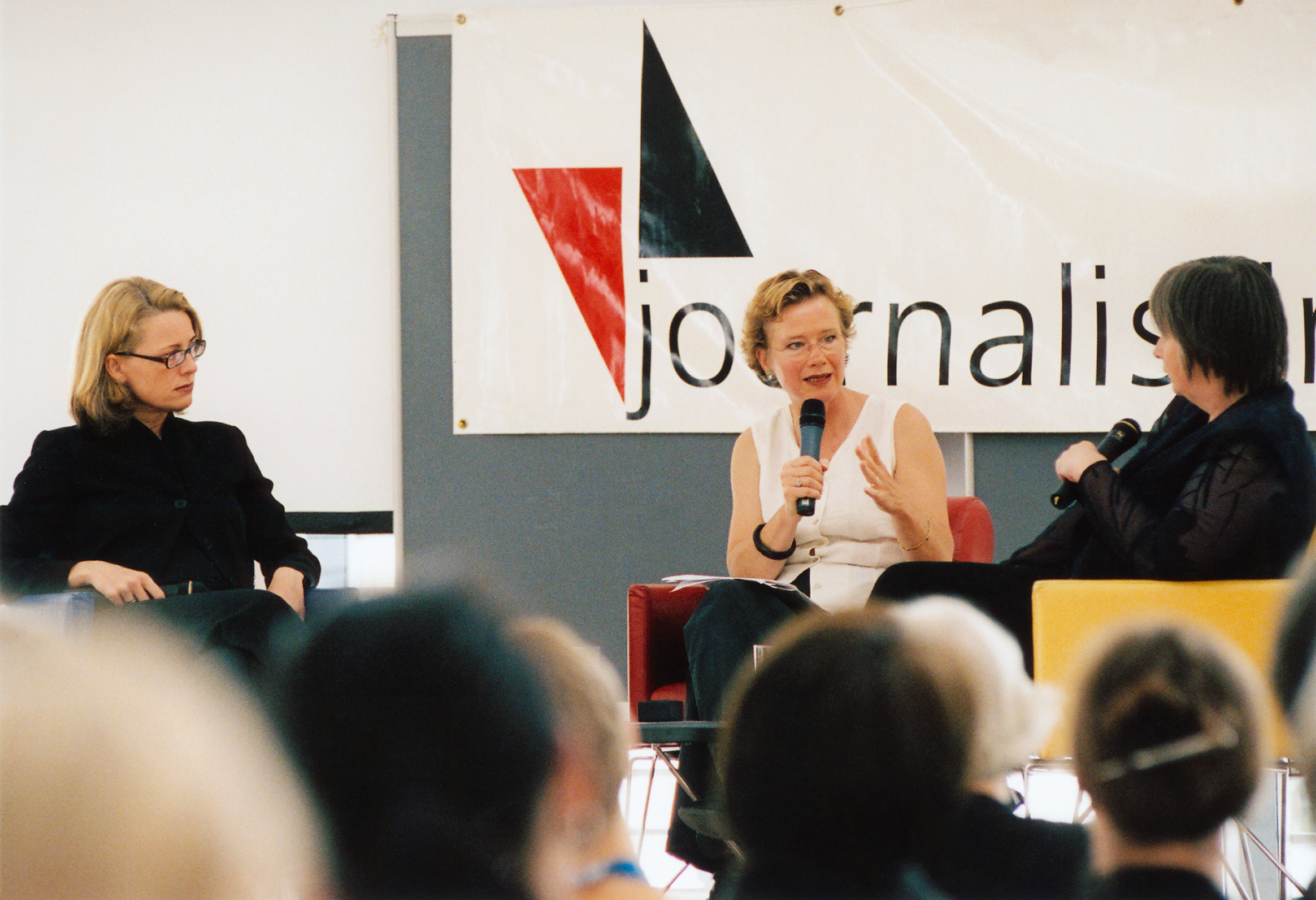
Podiumsdiskussion mit Miriam Meckel (l.) und Bettina Gaus (r.) zur Jahrestagung 2007 in Herne

Seit seiner Gründung setzt sich der Verein für eine stärkere Repräsentanz von Frauen in Führungspositionen der deutschen Medien ein (1988), forderte 1990 die Einrichtung eines deutsch-deutschen Medienrates unter paritätischer Beteiligung von Frauen, bezog Stellung zu politischen Ereignissen wie dem Golfkrieg 1991, und protestierte wiederholt gegen Versuche, bestehende frauenpolitische Sendungen im öffentlich-rechtlichen Rundfunk oder analoge Ressorts in Zeitungen zu kürzen oder zu schließen.
Im Laufe seines Bestehens gab es wechselnde Schwerpunktthemen, mit denen sich das Netzwerk intensiver beschäftigte und aus denen Arbeitsgruppen zu verschiedenen Themen wie Gender (soziales Geschlecht), gendersensibler Sprache im Journalismus, Medienbeobachtung, Mentoring, das Medienlabor und Brave (Projekt zur Unterstützung von Journalistinnen in der arabischen Welt) und anderen.
Treffen von Mitgliedern finden in Regionalgruppen statt. Regelmäßig wird eine Jahrestagung ausgerichtet, die sich einem aktuellen journalistischen, frauenpolitischen oder Medienthema widmet.
Der Journalistinnenbund ist seit Dezember 1990 Mitglied im Deutschen Frauenrat. Im Jahr 2011 gehörte der Verband mit zu den Erstunterzeichnern der Berliner Erklärung und er unterstützt seit dessen Gründung 2012 die Medien-Initiative Pro Quote Medien.
Im Laufe der Jahre wurden im Verband Schulungsunterlagen und Hilfestellungen zu medienpolitischen und journalistischen Themen erarbeitet, u. a. ein Medienkoffer, Materialien zu gendergerechtem Texten im Journalismus und in der Öffentlichkeitsarbeit. Seit 2019 berät er mit der Website genderleicht.de Medien und eine interessierte Öffentlichkeit bei der Anwendung geschlechtergerechter Sprache (Gendern) und seit 2022 zur Vermeidung stereotyper Abbildung von Frauen im Journalismus.

### Bisherige Vorsitzende
- Gisela Brackert (1987–1991)
- Inge von Bönninghausen (1991–1999)
- Ulrike Helwerth (1999–2005)
- Eva Kohlrusch (2005–2011)
- Andrea Ernst (2011–2015)
- Rebecca Beerheide (2015–2019)
- Friederike Sittler (seit 2019)

## Projekte (Auswahl)

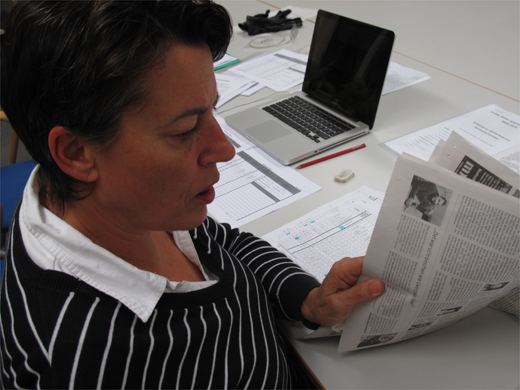
Journalistin Ulrike Helwerth anlässlich des GMMP 2009 beim Codieren der Printmedien, welchen Anteil Frauen in den Nachrichten haben und wie sie dargestellt werden

### Global Media Monitoring Project (GMMP)
Von 1995 bis 2015 war der Journalistinnenbund Projektpartner für das alle 5 Jahre weltweit durchgeführte Global Media Monitoring Project (GMMP), einer Medienbeobachtung, wie häufig Frauen in den Nachrichten vorkommen und in welcher Funktion sowie Rolle sie dargestellt werden. Diese Medienbeobachtung findet weiterhin statt, der Journalistinnenbund beteiligt sich jedoch erstmals seit 2020 nicht mehr.

### Mentoring im Journalistinnenbund
Seit 2001 existiert ein Mentoringprogramm. Anfangs als Old Girl’s Network gestartet, unterstützt das Programm Journalistinnen am Beginn ihres Berufsweges. Das Mentoringprogramm zählt zu den ersten Programmen dieser Art in Deutschland. Erfahrene Journalistinnen aus Print, Hörfunk, Fernsehen und Onlinemedien geben in einem etwa einjährigen Zeitraum ihre Erfahrungen an den Nachwuchs weiter und unterstützen bei unterschiedlichen Fragestellungen. Das Programm wird ehrenamtlich durch eine interne Arbeitsgruppe betreut, die sich aus ehemaligen Mentorinnen und Mentees zusammensetzt.

### Watch-Salon
2008 startete der Watch-Salon, ein Blog, in dem Mitglieder des Journalistinnenbundes aus ihrer Sicht und unter Berücksichtigung journalistischer Grundsätze ihren Blick auf Gesellschaft, Medien und Frauenrechte darstellten. Neben einer Stammredaktion beteiligten sich weitere Journalistinnen als Gastautorinnen. Am 26. Mai 2021 wurde das Projekt von den Beteiligten beendet, um sich anderen journalistischen Themen im Verein zu widmen.

### Brave
2012 startete das Projekt Brave, mit dem die Stimme von Journalistinnen aus Ländern der Arabellion hörbar wurde. Der Zusammenhang zwischen Gleichberechtigung und Demokratie und der Wunsch arabischer Kolleginnen nach gendersensibler Weiterbildung standen im Zentrum dieser Begegnungen. Erfahrungen des kollegialen Austausch in Seminaren, Tagungen und einem interkulturellen Mentoring. Ergebnisse wurden auf der Medienkonferenz „Crossing Borders – Empowering Women Journalists in Egypt“ in Kairo präsentiert.

### Medienlabor
Seit 2013 gibt es das Medienlabor des Journalistinnenbundes als medienpolitische Reihe für Interessierte aus Medien, Politik und Gesellschaft. Ansatz des Medienlabors ist es, medienpolitische Fragen aufzugreifen. Seit seinem Bestehen widmete sich das Medienlabor u. a. Themen wie den Journalistinnen in der Kriegs- und Krisenberichterstattung, der Macht der Konzern- und Verlagserbinnen, der Boulevardisierung der Medien, den Frauen im Wirtschaftsjournalismus, den Medien in der Einwanderungsgesellschaft und den Frauen in der Politikberichterstattung. Medienpolitisch brisante Themen wie Investigativrecherche oder die Auswirkungen von KI auf die Arbeit Medienschaffender gehören zu den aktuellen Diskursen.

### Genderleicht.de
2019 startete der Journalistinnenbund das Online-Projekt Genderleicht.de und betreibt seit Mitte 2019 die Website genderleicht.de. Der Name bezieht sich auf Gendern als Anwendung von geschlechtersensibler Sprache (vergleiche Gender als soziales Geschlecht).
Das Projekt wurde von 2019 bis 2021 vom Bundesministerium für Familie, Senioren, Frauen und Jugend (BMFSFJ) gefördert. Ab September bis Dezember 2021 wurde eine Vorrecherche zu gendergerechter Bildsprache durchgeführt. Seit September 2022 fördert das BMFSFJ die Fortsetzung des Projektes unter dem Titel bildermächtig.
2022 veröffentlichte die Journalistin und ehemalige Projektleiterin Christine Olderdissen die Erkenntnisse aus der dreijährigen Projekt- und Recherchearbeit in dem Buch Genderleicht. Wie Sprache für alle elegant gelingt.

### Bildermächtig
Von Oktober 2022 bis Dezember 2024 wurde mit dem Projekt bildermächtig zu stereotyper Bildsprache im Journalismus gearbeitet. Mit dem Ziel, auf Klischees in der Darstellung von Frauen in Medien aufmerksam zu machen und den gesellschaftlich weitverbreiteten Sexismus in der journalistischen Bildsprache zu entlarven, ging es um die beispielhafte Betrachtung klischeehafter Bilder in Print- wie Onlinemedien. Das Projekt zielte darauf ab, in die Medienbranche hineinzuwirken, nutzte Website, Blogposts sowie Postings in den Social-Media-Kanälen, und sollte dem Impuls dienen, Frauen in all ihrer Vielfalt und auf Augenhöhe qualitativ angemessen in den Medien abzubilden. Gefördert wurde das Projekt durch das Bundesministerium für Frauen, Senioren, Familie und Jugend.

### Hedwig-Dohm-Recherchestipendium
Auf Initiative mehrerer Hedwig-Dohm-Preisträgerinnen wurde 2022 das Hedwig-Dohm-Recherchestipendium initiiert, das von ehemaligen Preisträgerinnen der Hedwig-Dohm-Urkunde getragen wird. Das Stipendium richtet sich an Nachwuchsjournalistinnen, denen ein journalistisches Vorhaben zu einem Thema mit geschlechtergerechter und gesellschaftlicher Relevanz ermöglicht wird und die mit ihrem Projekt gleichzeitig eine geschlechtersensible Perspektive einnehmen.

## Journalistinnenpreise

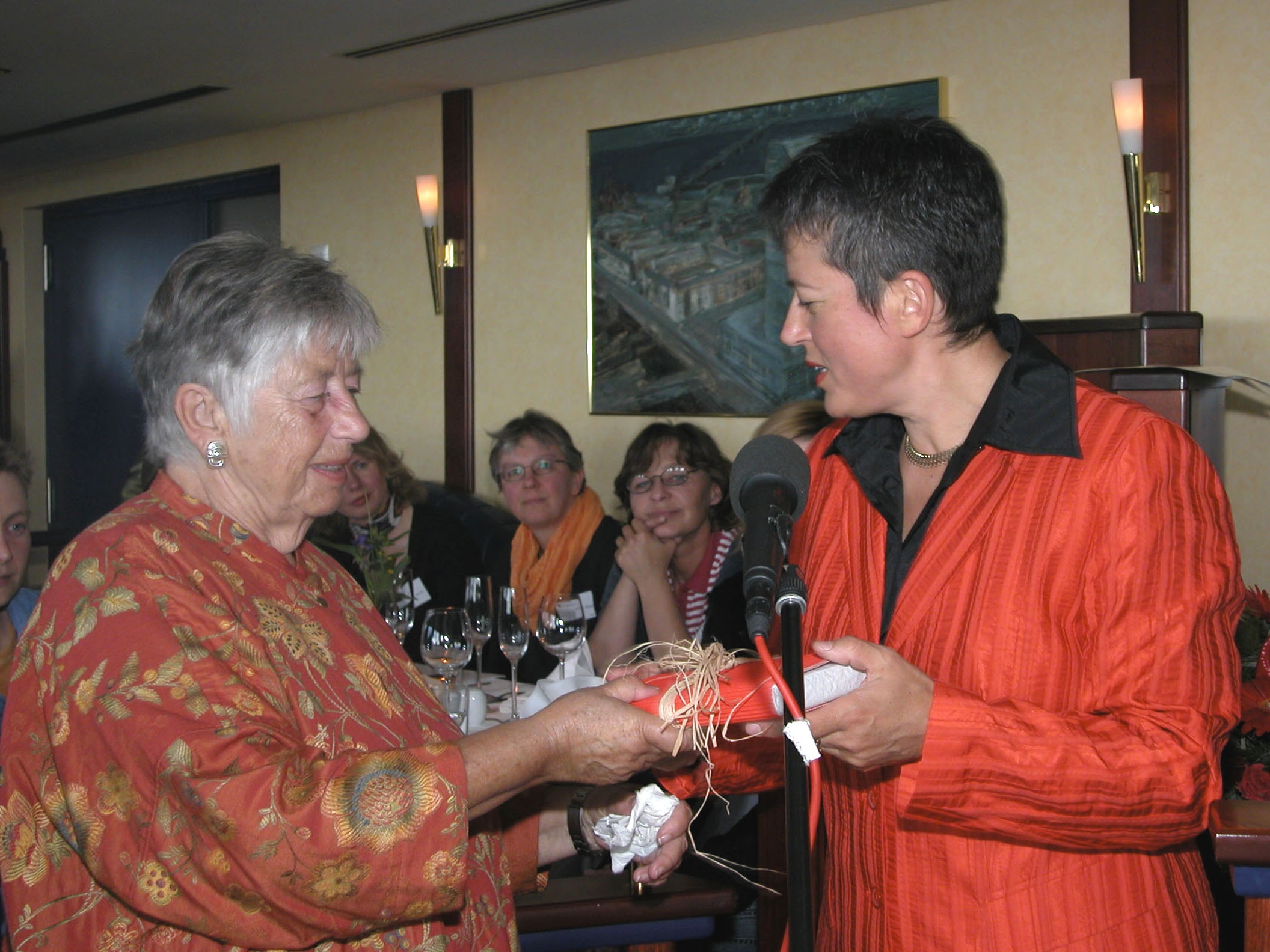
Hedwig-Dohm-Preisträgerin Susanne von Paczensky (li.) mit der jb-Vorsitzenden Ulrike Helwerth, 2004 in Frankfurt (Oder)

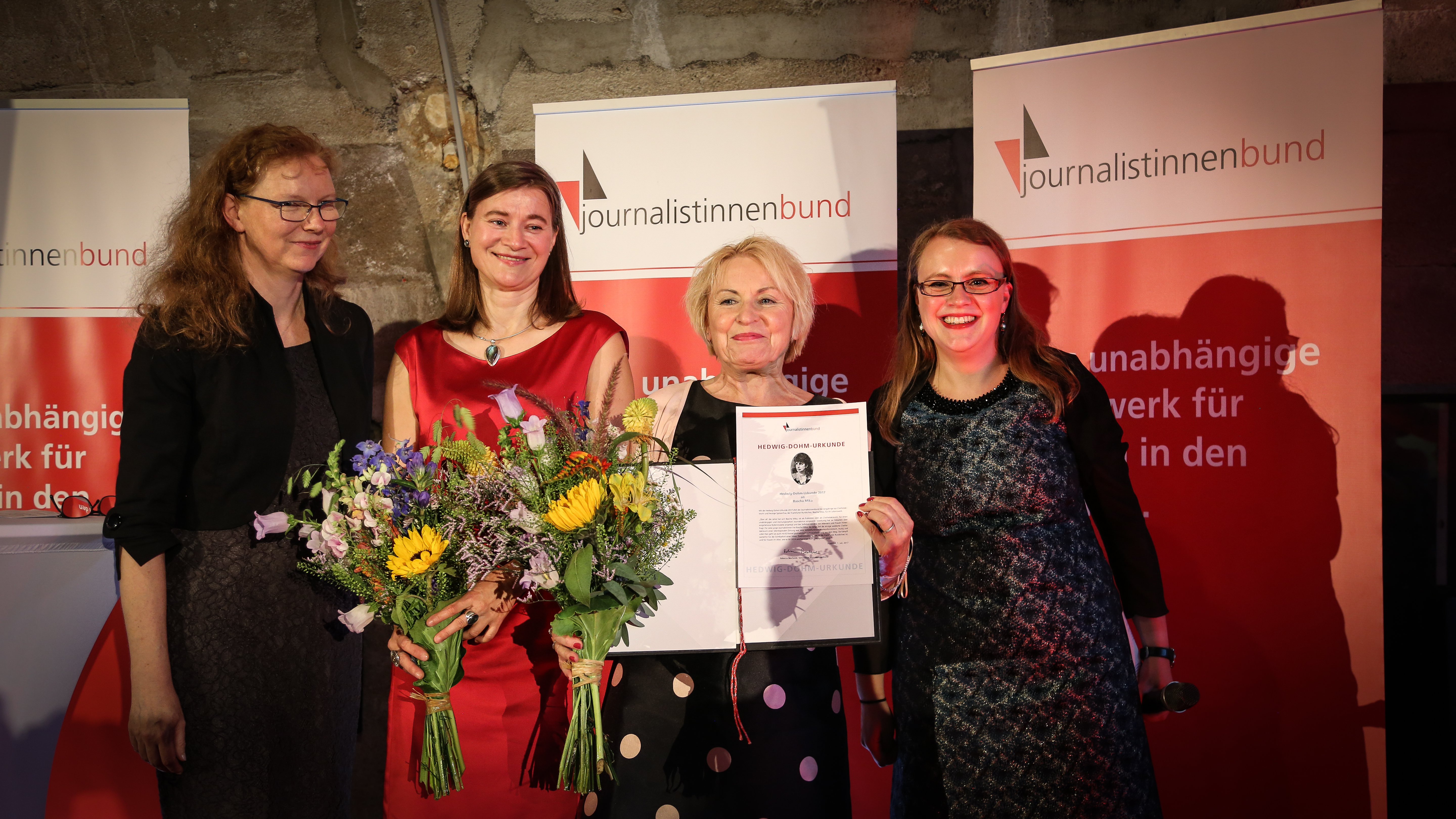
Bascha Mika (2.v.re) bei der Verleihung der Hedwig-Dohm-Urkunde 2017 in Frankfurt am Main

### Hedwig-Dohm-Urkunde
Seit dem Jahr 1991 werden ausgewählte Journalistinnen für ihre herausragende journalistische (Lebens-)Leistung und ihr frauenpolitisches Engagement mit der Hedwig-Dohm-Urkunde ausgezeichnet.

### Marlies-Hesse-Nachwuchspreis
Seit dem Jahr 2002 wird jährlich wechselnd für herausragendes Engagement in den Medien Film und Fernsehen, Online-Publizistik, Print und Radio der JB-Nachwuchspreis Andere Worte – neue Töne, der im Jahr 2012 den Namen seiner Stifterin erhielt und in Marlies-Hesse-Nachwuchspreis umbenannt wurde, an weibliche Nachwuchstalente vergeben.
Preiswürdig ist eine erkennbar gendersensible Perspektive, ein differenzierter Blick auf Menschen verschiedenen Alters, unterschiedlicher Hautfarbe, Herkunft und Religion. Die Beiträge führen an die unterschiedlichsten Lebensentwürfe von Menschen heran, jenseits gängiger Geschlechterzuschreibungen.

### Courage-Preis für aktuelle Berichterstattung

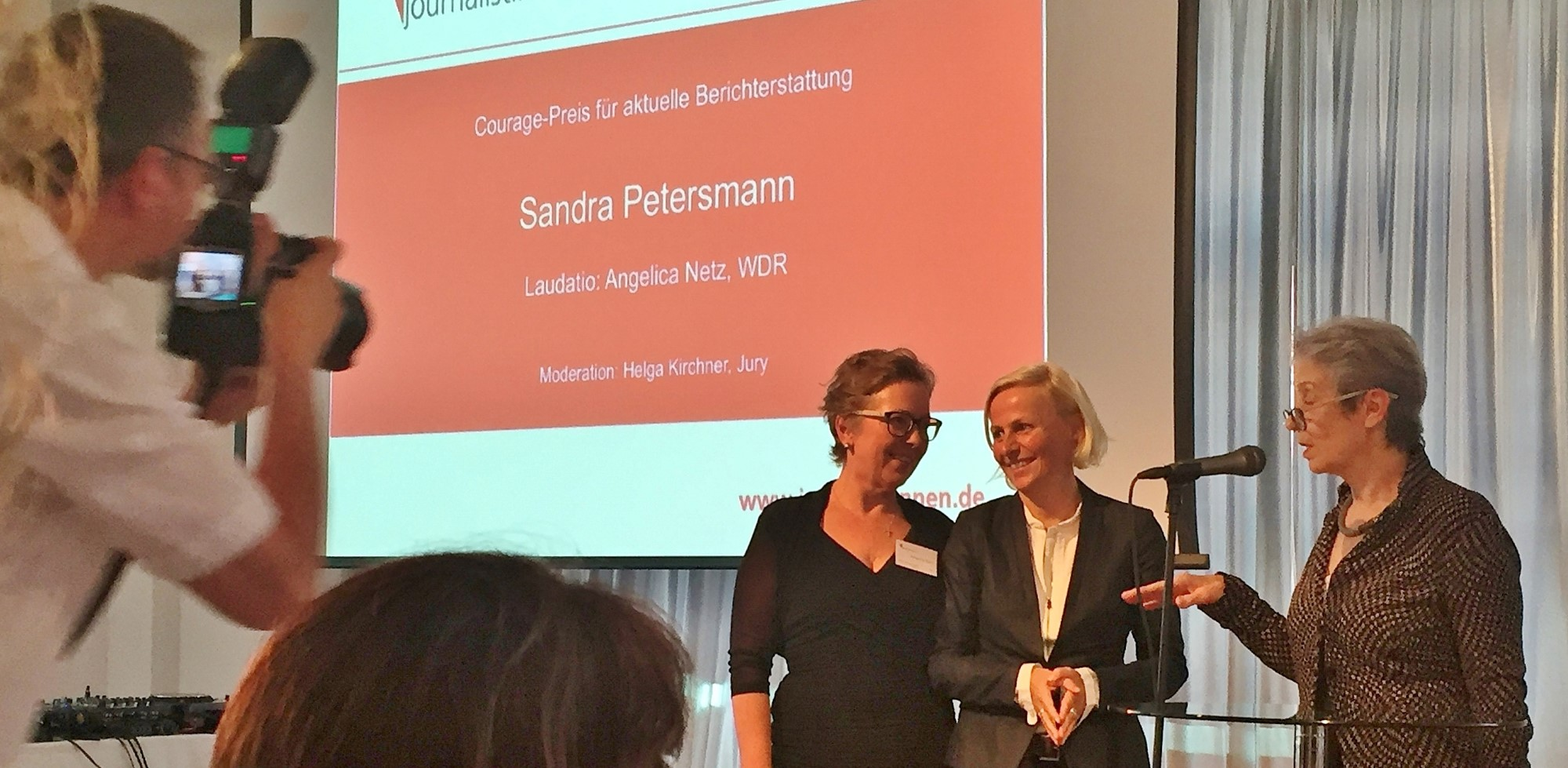
Verleihung des Courage-Preis 2016 an Sandra Petersmann in Berlin

Seit 2016 wird der Courage-Preis für aktuelle Berichterstattung verliehen.
Er steht für eine herausragende journalistische Arbeit. Die Veröffentlichung spiegelt ein Bewusstsein für Genderfragen wider, nimmt ein aktuelles nationales oder internationales Thema auf und betrachtet es mit frauenspezifischem Blick. Die Arbeit ist in einem deutschsprachigen Medium erschienen.
Die Preisträgerinnen
- 2016: Sandra Petersmann
- 2017: Christine Auerbach[19]
- 2018: Jenni Roth
- 2019: Christine Holch und Patricia Morosan
- 2020: Mareike Nieberding und Nicole Ficociello[20]
- 2021: Chloe Fairweather[21]
- 2022: Wera Kritschewskaja[22]
- 2023: Redaktion des Hanauer Anzeigers[23]
- 2024: Saša Uhlová für den Film Die Unsichtbaren. Arbeiterinnen aus Osteuropa (Arte)[24]
- 2025: Isabell Beer und Isabel Ströh für ihre Dokumentation Das Vergewaltiger-Netzwerk auf Telegram (STRG_F, ARD-ZDF-Kanal funk)[25]

## Kritik
2019 geriet der Journalistinnenbund in die Kritik, als er die Cartoonistin Franziska Becker mit der Hedwig-Dohm-Urkunde auszeichnete. Kritiker warfen Becker vor, islamfeindliche und rassistische Inhalte in ihren Werken zu transportieren. Die damalige Vereinsvorsitzende Rebecca Beerheide verteidigte die Auszeichnung an Franziska Becker. Diese sei für „ihre Selbstironie ausgezeichnet“ worden und der Journalistinnenbund habe Beckers gesamtes Werk würdigen wollen, „das auch Ambivalenzen haben kann“.

## Texte und Schriften
- Federführend. Journalistinnen berichten über Frauen in Führungspositionen. Ulrike Helmer, Königstein/Taunus 1996, ISBN 978-3-927164-98-7.
- Journalistinnen 1987–1997. Festschrift zum zehnjährigen Bestehen. Journalistinnenbund, Bonn 1997.
- Wer macht die Nachrichten? Zur Sichtbarkeit von Frauen in den Medien. Materialsammlung, Journalistinnenbund Bonn 2004.
- The Old Girl’s Network. Mentoring im Journalistinnenbund. Journalistinnenbund, Bonn 2004.
- Präsenz von Frauen in den Nachrichten. Medienbeobachtungen. Journalistinnenbund, Bonn 2005.
- Der G-Faktor. Gender-Perspektiven in den Medien. Journalistinnenbund, Bonn 2005.
- 20 Jahre Journalistinnenbund. Eine Festschrift. Journalistinnenbund, Bonn 2007, ISBN 978-3-00-022408-9.
- „Iss was, Kanzlerin?“ Das Besondere an weiblicher Macht oder wie Männer wieder richtige Männer wurden. Eine Analyse des Journalistinnenbundes zur Darstellung von Angela Merkel in den Medien.
- GMMP 2010: 15 Jahre nach Peking.[27]
- Beständig im Wandel. 30 Jahre Journalistinnenbund. Ulrike Helmer, Sulzbach 2017, ISBN 978-3-89741-407-5.